# Општина Спинуш (Бихор)
Спинуш (рум. Spinuş) општина је у Румунији у округу Бихор.
Oпштина се налази на надморској висини од 128 m.